# Episodi de I pinguini di Madagascar (prima stagione)
La prima stagione della serie animata I pinguini di Madagascar, composta da 48 episodi, è andata in onda su Nickelodeon tra il 2008 e il 2010.
In Italia è stata trasmessa da Nickelodeon in prima visione assoluta dal 7 dicembre 2008 all'11 maggio 2009. In chiaro è stata trasmessa da italia 1 dal 21 dicembre 2009 in prima TV.
| Nº | Titolo italiano                 | Titolo originale                 | Prima TV USA      | Prima TV Italia  |
| -- | ------------------------------- | -------------------------------- | ----------------- | ---------------- |
| 1  | Missione popcorn                | Popcorn Panic                    | 9 maggio 2009     | 7 dicembre 2009  |
| 2  | La scatola magica               | Gone in a Flash                  | 28 novembre 2008  | 8 dicembre 2009  |
| 3  | Gita sulla luna                 | Launchtime                       | 28 marzo 2009     | 8 dicembre 2009  |
| 4  | Versi mostruosi                 | Haunted Habitat                  | 28 marzo 2009     | 10 dicembre 2009 |
| 5  | Peluche sotto copertura         | Operation: Plush & Cover         | 30 marzo 2009     | 11 dicembre 2009 |
| 6  | La giornata di re Julien        | Happy King Julien Day!           | 31 marzo 2009     | 12 dicembre 2009 |
| 7  | Coccole a catena                | Paternal Egg-Stinct              | 1º aprile 2009    | 13 dicembre 2009 |
| 8  | Botte da orbi                   | Assault & Batteries              | 2 aprile 2009     | 14 dicembre 2009 |
| 9  | La dolce vittoria               | Penguiner Takes All              | 6 aprile 2009     | 16 dicembre 2009 |
| 10 | I piedi di re Julien!           | Two Feet High and Rising         | 7 aprile 2009     | 17 dicembre 2009 |
| 11 | Intrappolati nella rete         | Tangled in the Web               | 8 aprile 2009     | 18 dicembre 2009 |
| 12 | Una nuova corona                | Crown Fools                      | 9 aprile 2009     | 19 dicembre 2009 |
| 13 | Mortino è scomparso             | The Hidden                       | 18 aprile 2009    | 20 dicembre 2009 |
| 14 | Un nuovo re                     | Kingdom Come                     | 18 aprile 2009    | 22 dicembre 2009 |
| 15 | Zoo e motori                    | Little Zoo Coupe                 | 24 aprile 2009    | 23 dicembre 2009 |
| 16 | Una bomba per Rico              | All Choked Up                    | 24 aprile 2009    | 24 dicembre 2009 |
| 17 | Pesce                           | Go Fish                          | 30 maggio 2009    | 29 dicembre 2009 |
| 18 | Sfida a hockey                  | Miracle on Ice                   | 30 maggio 2009    | 31 dicembre 2009 |
| 19 | Agofobia                        | Needle Point                     | 6 giugno 2009     | 2 gennaio 2010   |
| 20 | Eclissi                         | Eclipsed                         | 6 giugno 2009     | 3 gennaio 2010   |
| 21 | Mega-Mortino                    | Mort Unbound                     | 26 giugno 2009    | 4 gennaio 2010   |
| 22 | L'ingombrante inquilina         | Roomies                          | 26 giugno 2009    | 5 gennaio 2010   |
| 23 | Biscotto del malaugurio         | Misfortune Cookie                | 1º agosto 2009    | 6 gennaio 2010   |
| 24 | Lemu robot                      | Lemur See, Lemur Do              | 1º agosto 2009    | 7 gennaio 2010   |
| 25 | Scambi mentali                  | Roger Dodger                     | 17 agosto 2009    | 8 gennaio 2010   |
| 26 | L'orca volante                  | Skorca!                          | 17 agosto 2009    | 9 gennaio 2010   |
| 27 | A spasso con Marlene            | Otter Gone Wild                  | 18 agosto 2009    | 11 gennaio 2010  |
| 28 | Un gatto nei guai               | Cat's Cradle                     | 19 agosto 2009    | 16 febbraio 2010 |
| 29 | Amore di scimmia                | Monkey Love                      | 20 agosto 2009    | 16 febbraio 2010 |
| 30 | Sotto sorveglianza              | Tagged                           | 21 agosto 2009    | 23 febbraio 2010 |
| 31 | Tutto torna indietro            | What Goes Around                 | 19 settembre 2009 | 23 febbraio 2010 |
| 32 | Il procione mascherato          | Mask of the Raccoon              | 19 settembre 2009 | 3 marzo 2010     |
| 33 | Ritmo perduto                   | Out of the Groove                | 12 ottobre 2009   | 3 marzo 2010     |
| 34 | La legge della giungla          | Jungle Law                       | 12 ottobre 2009   | 10 marzo 2010    |
| 35 | Zombie per caso                 | I Was a Penguin Zombie           | 24 ottobre 2009   | 10 marzo 2010    |
| 36 | Operazione punturina            | Sting Operation                  | 24 ottobre 2009   | 17 marzo 2010    |
| 37 | Regale solitudine               | All King, No Kingdom             | 14 novembre 2009  | 17 marzo 2010    |
| 38 | L'intoccabile                   | Untouchable                      | 14 novembre 2009  | 24 marzo 2010    |
| 39 | Sporco strabordante             | Over Phil                        | 27 novembre 2009  | 24 marzo 2010    |
| 40 | Fiocco rosa                     | Miss Understanding               | 27 novembre 2009  | 31 marzo 2010    |
| 41 | Un elefante non dimentica mai   | An Elephant Never Forgets        | 5 dicembre 2009   | 31 marzo 2010    |
| 42 | Love-detector                   | Otter Things Have Happened       | 5 dicembre 2009   | 1º aprile 2010   |
| 43 | Animali in onda                 | Zoo Tube                         | 2 gennaio 2010    | 1º aprile 2010   |
| 44 | Il pesce serpente               | Snakehead!                       | 2 gennaio 2010    | 7 maggio 2010    |
| 45 | Il mostro verde                 | Jiggles                          | 16 gennaio 2010   | 8 maggio 2010    |
| 46 | Il gioco del falco              | The Falcon and the Snow Job      | 6 febbraio 2010   | 9 maggio 2019    |
| 47 | Il click della discordia        | The Penguin Stays in the Picture | 6 febbraio 2010   | 10 maggio 2010   |
| 48 | La vendetta del dottor Blowhole | Dr. Blowhole's Revenge           | 15 febbraio 2010  | 11 maggio 2010   |